# Dlhá lúka (Malá Fatra)
Dlhá lúka (1305 m n. m.) je hora v Malé Fatře na Slovensku. Nachází se v hlavním hřebeni lúčanské části pohoří mezi Minčolem (1364 m) na severu (oddělen sedlem Prašivé) a Zázrivou (1394 m) na jihu. Z hory vybíhá východním směrem rozsocha směřující přes vrcholy Krivá (1141 m) a Ráztoky (910 m) k hřebínku Hradište. Západní svahy Dlhé lúky spadají do Turské doliny, severovýchodní do Javorné doliny a jihovýchodní do Lopušné doliny.

## Přístup
- po červené  značce ze sedla Prašivé nebo z rozcestí Pod Krížavou